# 北京展覧館
北京展覧館（ペキンてんらんかん）は中華人民共和国北京市西城区西直門に位置する展示場。当時の友好国であったソビエト連邦の技術的援助を受け、1953年10月に着工、翌年の1954年9月に竣工した。劇場等を併設しており、展示会やコンサート等、各種イベントが開催されている。

## 建築

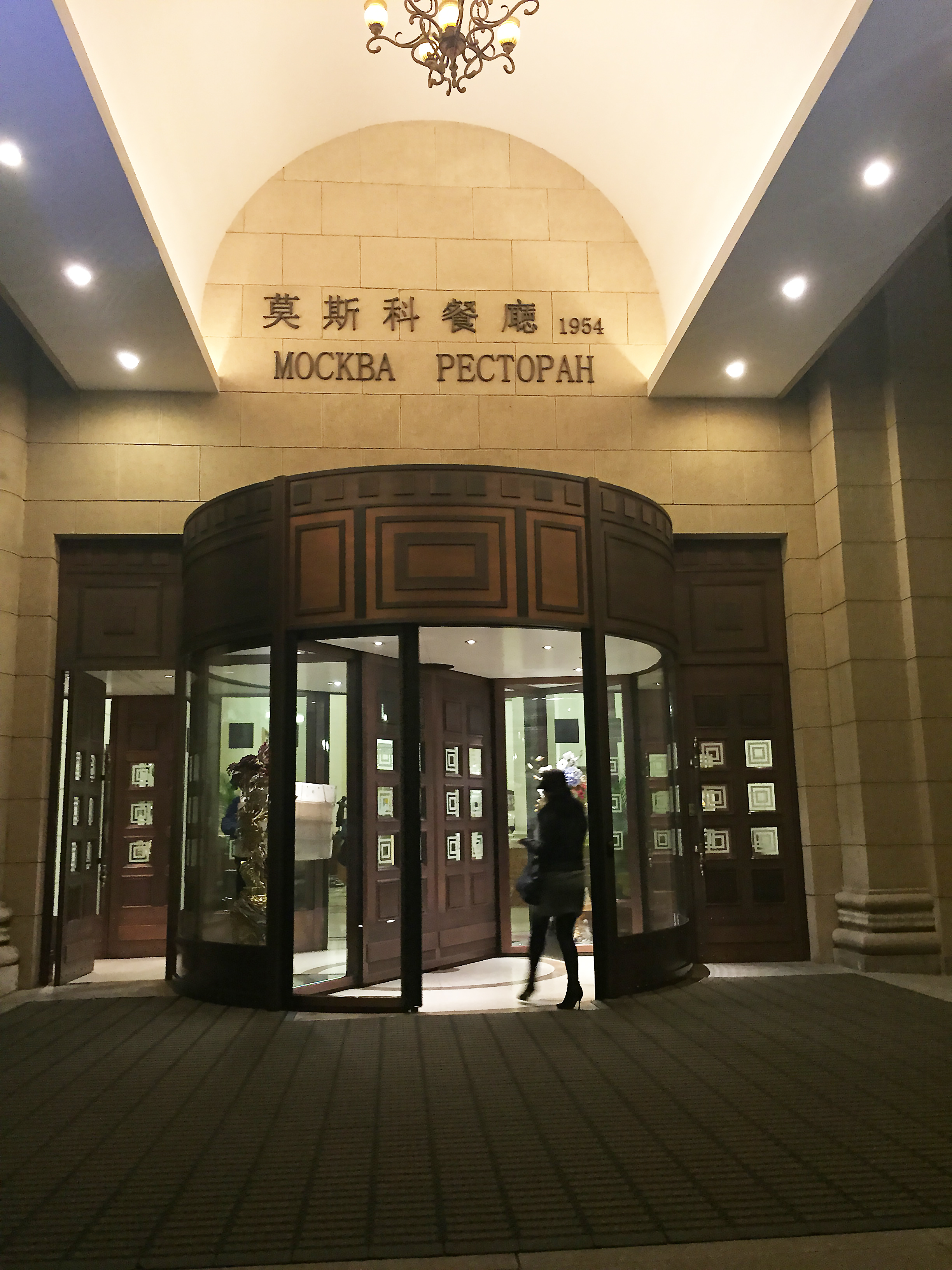
モスクワ・レストラン

- 延床面積は50,400m2。内部には総面積22,000m2、12の展示ホールをもち、他に10,000m2の野外展示場もある。
- 全体的な建築様式としては、中央に尖塔を頂き、強い左右対称形をもつスターリン様式であるものの、外装は淡いベージュで、尖塔や内部のシャンデリア等には繊細な装飾が施された優美な意匠をもつ。
- 設計はソ連の建築家が行ったが、中国現地の対応は建築工業部建築設計研究院（現在の中国建築設計研究院）の戴念慈、毛梓尭、周永源が担当した。
- 同時期にソビエト連邦の援助を受けた建物に上海の上海展覧センターがある。
- オープン時はソ連の芸術と文化を展示するための施設であり、建物名は「ソ連展覧館」であったが、後に周恩来によって現在の名前へと改名された。
- 揮毫は毛沢東によるもの。また、オープン時のテープ・カットは周恩来が出席して行われた。
- 敷地内には、北側に劇場「北展劇場」、西側にロシア料理レストラン「モスクワ餐庁」、東側にホテル「北展賓館」を併設している。
- 2000年に2億人民元を投じて改修された。

## その他
- 北展劇場では2002年にNHKのど自慢が、また、2006年にはミス・インターナショナルが行われた。
- 1906年に開園しパンダがいる北京動物園に隣接している。

## アクセス
北京地下鉄2号線　西直門駅下車。